# Küçükkaya, Güzelbahçe
Küçükkaya là một xã thuộc huyện Güzelbahçe, tỉnh İzmir, Thổ Nhĩ Kỳ. Dân số thời điểm năm 2010 là 150 người.